# Gran Premio de Yugoslavia de Motociclismo de 1978
El Gran Premio de Yugoslavia de Motociclismo de 1978 fue la decimotercera prueba de la temporada 1978 del Campeonato Mundial de Motociclismo. El Gran Premio se disputó el 17 de septiembre de 1978 en el Automotodrom Grobnik.

## Resultados 350cc
En 350 c.c., el australiano Gregg Hansford se aprovechó de la retirada del flamante campeón del mundo, Kork Ballington para adjudicarse con autoridad la última carrera del año. Tan solo Franco Bonera pudo seguirle aunque a mucha distancia.
| Pos.  | Piloto              | Equipo     | Tiempo     | Pts. |
| ----- | ------------------- | ---------- | ---------- | ---- |
| 1     | Gregg Hansford      | Kawasaki   | 58:21.2    | 15   |
| 2     | Franco Bonera       | Yamaha     | +7.3       | 12   |
| 3     | Patrick Fernandez   | Yamaha     | +21.2      | 10   |
| 4     | Vic Soussan         | Yamaha     | +24.5      | 8    |
| 5     | Jon Ekerold         | Yamaha     | +31.8      | 6    |
| 6     | Anton Mang          | Kawasaki   | +32.2      | 5    |
| 7     | Olivier Chevallier  | Yamaha     | +1:40.0    | 4    |
| 8     | Vanes Francini      | Yamaha     | +1:44.4    | 3    |
| 9     | Giovanni Pelletier  | Yamaha     | +1 Vuelta  | 2    |
| 10    | Roland Freymond     | Yamaha     | +1 Vuelta  | 1    |
| 11    | Mario Lega          | Morbidelli | +1 Vuelta  |      |
| 12    | Gianni Rolando      | Yamaha     | +1 Vuelta  |      |
| 13    | Franco Marcheggiani | Yamaha     | +1 Vuelta  |      |
| 14    | Yoshimi Matsumoto   | Yamaha     | +1 Vuelta  |      |
| 15    | Peter Sjöström      | Yamaha     | +2 Vueltas |      |
| Ret   | Kork Ballington     | Kawasaki   | Ret        |      |
| Ret   | Tom Herron          | Yamaha     | Ret        |      |
| Ret   | Hervé Moineau       | Yamaha     | Ret        |      |
| Ret   | Pierluigi Conforti  | Yamaha     | Ret        |      |
| Ret   | Paolo Pileri        | Morbidelli | Ret        |      |
| Ret   | Bruno Kneubühler    | Yamaha     | Ret        |      |
| Ret   | Pentti Korhonen     | Yamaha     | Ret        |      |
| Ret   | Sauro Pazzaglia     | Yamaha     | Ret        |      |
| Ret   | Leif Gustafsson     | Yamaha     | Ret        |      |
| [ 2 ] |                     |            |            |      |

## Resultados 250cc
En el cuarto de litro, única categortía donde todavía no se sabía el campeón, el sudafricano de Kawasaki, Kork Ballington se llevó el entorchado de esta categoría. Su compañero de equipo Gregg Hansford, era el único que le podía robar ese privilegio y ganó la carrera pero Ballington hizo valer sus once puntos de diferencia y con un tercer logró retener el liderato.
| Pos. | Piloto              | Equipo     | Tiempo    | Pts. |
| ---- | ------------------- | ---------- | --------- | ---- |
| 1    | Gregg Hansford      | Kawasaki   | 49:28.98  | 15   |
| 2    | Anton Mang          | Kawasaki   | +4.00     | 12   |
| 3    | Kork Ballington     | Kawasaki   | +4.31     | 10   |
| 4    | Paolo Pileri        | Morbidelli | +12.91    | 8    |
| 5    | Jon Ekerold         | Yamaha     | +31.68    | 6    |
| 6    | Patrick Fernandez   | Yamaha     | +31.93    | 5    |
| 7    | Mario Lega          | Morbidelli | +44.34    | 4    |
| 8    | Pentti Korhonen     | Yamaha     | +1:23.02  | 3    |
| 9    | Roland Freymond     | Yamaha     | +1:40.90  | 2    |
| 10   | Eero Hyvärinen      | Yamaha     | +1:41.16  | 1    |
| 11   | Hans Müller         | Yamaha     | +1:43.85  |      |
| 12   | Giovanni Pelletier  | Yamaha     | +1 Vuelta |      |
| 13   | Vanes Francini      | Yamaha     | +1 Vuelta |      |
| 14   | Bernd Tüngethal     | Yamaha     | +1 Vuelta |      |
| 15   | Franco Marcheggiani | Yamaha     | +1 Vuelta |      |
| 16   | Giorgio Avveduti    | Yamaha     | +1 Vuelta |      |
| 17   | René Delaby         | Yamaha     | +1 Vuelta |      |
| 18   | Olivier Liégeois    | Yamaha     | +1 Vuelta |      |
| Ret  | Olivier Chevallier  | Yamaha     | Ret       |      |
| Ret  | Vic Soussan         | Yamaha     | Ret       |      |
| Ret  | Tom Herron          | Yamaha     | Ret       |      |
| Ret  | Thierry Espié       | Yamaha     | Ret       |      |
| Ret  | Sauro Pazzaglia     | Yamaha     | Ret       |      |
| Ret  | Leif Gustafsson     | Yamaha     | Ret       |      |
| Ret  | Hervé Moineau       | Yamaha     | Ret       |      |

## Resultados 125cc
En 125 cc., Ángel Nieto no pudo tener el duelo con Eugenio Lazzarini ya que el italiano abandonaba en la primera vuelta. De esta manera, el interés sen centró en la lucha por la segunda posición donde se llevó el gato al agua el suizo Hans Müller sobre el italiano Pierluigi Conforti.
| Pos. | Piloto                 | Moto       | Tiempo     | Pts. |
| ---- | ---------------------- | ---------- | ---------- | ---- |
| 1    | Ángel Nieto            | Minarelli  | 44:33.3    | 15   |
| 2    | Hans Müller            | Morbidelli | +10.8      | 12   |
| 3    | Pierluigi Conforti     | Morbidelli | +11.1      | 10   |
| 4    | Harald Bartol          | Morbidelli | +23.6      | 8    |
| 5    | Maurizio Massimiani    | Morbidelli | +41.4      | 6    |
| 6    | Jean-Louis Guignabodet | Morbidelli | +41.7      | 5    |
| 7    | Matti Kinnunen         | Morbidelli | +45.8      | 4    |
| 8    | Per Edward Carlson     | Morbidelli | +56.4      | 3    |
| 9    | Patrick Plisson        | Morbidelli | +57.7      | 2    |
| 10   | Thierry Noblesse       | Morbidelli | +1:04.4    | 1    |
| 11   | Patrick Hérouard       | Morbidelli | +1:14.0    |      |
| 12   | Stefan Dörflinger      | Morbidelli | +1:24.2    |      |
| 13   | Rolf Blatter           | Morbidelli | +1:50.8    |      |
| 14   | Claudio Lusuardi       | Morbidelli | +1 Vuelta  |      |
| 15   | Henk van Kessel        | Condor     | +1 Vuelta  |      |
| 16   | Enrico Cereda          | Morbidelli | +1 Vuelta  |      |
| 17   | Maurizio Musco         | Morbidelli | +1 Vuelta  |      |
| 18   | Theo Timmer            | Morbidelli | +1 Vuelta  |      |
| 19   | Luigi Rinaudo          | Morbidelli | +1 Vuelta  |      |
| 20   | Hagen Klein            | Morbidelli | +2 Vueltas |      |
| 21   | Boris Bajc             | Morbidelli | +2 Vueltas |      |
| Ret  | Thierry Espié          | Motobécane | Ret        |      |
| Ret  | Eugenio Lazzarini      | MBA        | Ret        |      |
| Ret  | August Auinger         | Morbidelli | Ret        |      |
| Ret  | Italo Zerbini          | Morbidelli | Ret        |      |

## Resultados 50cc
En 50 cc, se impuso el español Ricardo Tormo, que se destacó desde la primera vuelta ante los esfuerzos del italiano Eugenio Lazzarini por luchar por la victoria.
| Pos. | Piloto             | Moto     | Tiempo     | Pts. |
| ---- | ------------------ | -------- | ---------- | ---- |
| 1    | Ricardo Tormo      | Bultaco  | 38:15.02   | 15   |
| 2    | Eugenio Lazzarini  | Kreidler | +14.58     | 12   |
| 3    | Patrick Plisson    | ABF      | +1:24.47   | 10   |
| 4    | Rolf Blatter       | Kreidler | +1:25.27   | 8    |
| 5    | Ingo Emmerich      | Kreidler | +1:42.95   | 6    |
| 6    | Hagen Klein        | Kreidler | +1:52.26   | 5    |
| 7    | Wolfgang Müller    | Kreidler | +1:53.48   | 4    |
| 8    | Enrico Cereda      | DRS      | +1 Vuelta  | 3    |
| 9    | Reiner Scheidhauer | Kreidler | +1 Vuelta  | 2    |
| 10   | Aldo Pero          | Kreidler | +1 Vuelta  | 1    |
| 11   | Peter Looijesteijn | Kreidler | +1 Vuelta  |      |
| 12   | Henk van Kessel    | Sparta   | +1 Vuelta  |      |
| 13   | Bruno di Carlo     | Kreidler | +1 Vuelta  |      |
| 14   | Chris Baert        | Kreidler | +1 Vuelta  |      |
| 15   | Sergio Zattoni     | LGM      | +1 Vuelta  |      |
| 16   | Ezio Mischiatti    | LGM      | +2 Vueltas |      |
| 17   | Otto Machinek      | Kreidler | +2 Vueltas |      |
| Ret  | Stefan Dörflinger  | Kreidler | Ret        |      |
| Ret  | Günter Schirnhofer | Kreidler | Ret        |      |
| Ret  | Theo Timmer        | Kreidler | Ret        |      |
| Ret  | Claudio Lusuardi   | Kreidler | Ret        |      |
| Ret  | Zoran Krstić       | Kreidler | Ret        |      |
| Ret  | Hans-Jürgen Hummel | Kreidler | Ret        |      |
| Ret  | Benjamin Laurent   | FBM      | Ret        |      |